# Псаммолепис
Псаммолепис (лат. Psammolepis) — род крупных бесчелюстных из семейства псаммостеевых (Psammosteidae) подкласса разнощитковых (Heterostraci). Имели уплощённое дорсально туловище и дорсально расположенный рот. Очень похожи на ранних псаммостеид Drepanaspis, однако центральные пластинки несут тессеры и бранхиальные пластинки крыловидные. Наряду с другими гигантскими псаммостеидами (Tartuosteus, Pycnosteus, Obruchevia) считаются крупнейшими бесчелюстными в истории: достигали длины до 2 м и ширины более метра.
Вели придонный образ жизни. Обитали в среднем девоне Европы и Гренландии, а также в верхнем девоне Канады и Центральной Азии.